# The Forward Trust
The Forward Trust è un ente di beneficenza britannico che aiuta le persone con dipendenza da alcol o altre droghe a raggiungere e mantenere una vita libera dalle droghe e dalla criminalità. Precedentemente noto come RAPt (the Rehabilitation for Addicted Prisoners Trust), è stato rilanciato nel 2017 con il nuovo nome dopo la fusione con l'organizzazione Blye Sky.
RAPt fornisce servizi sia nel sistema di giustizia penale che in contesti comunitari. Circa 20.000 persone ogni anno utilizzano un servizio RAPt, sebbene anche le loro famiglie e comunità ne traggano vantaggio, il che significa che l'impatto positivo del lavoro di RAPt è molto più ampio.
Fondamentale per l'ethos di RAPt è che ogni singola persona sia capace di cambiamenti trasformazionali.

## Storia
RAPt è stato fondato nel 1991 come Addicted Diseases Trust quando Peter Bond, un alcolista in via di guarigione, osservò il successo dei programmi basati sull'astinenza negli Stati Uniti. Lui, Jonathan Wallace e Michael Meakin, hanno istituito un ente di beneficenza per soddisfare le esigenze dei tossicodipendenti nelle carceri del Regno Unito.
Nel 1992 RAPt ha aperto il primo programma intensivo di riabilitazione dalle droghe in una prigione del Regno Unito in una Portakabin nella HMP Downview nel Surrey. L'attore Sir Anthony Hopkins, uno dei primi sostenitori, ha fornito i fondi tanto necessari e rimane un mecenate.
Molte delle persone che hanno prestato la loro esperienza e il loro aiuto quando RAPt è stata fondata per la prima volta oltre 23 anni fa, rimangono coinvolte oggi a vario titolo, anche come sostenitori e fiduciari.

## Visione, missione, convinzioni fondamentali
Visione: tutti coloro che sono dipendenti o abusano di sostanze dovrebbero avere accesso a un supporto efficace per spezzare la loro dipendenza o abuso. Le persone dovrebbero ricevere aiuto e sostegno per soddisfare i loro bisogni, in modo che possano trasformare le loro vite in modo permanente, compreso l'allontanamento dal crimine.
Missione: RAPt aiuterà le persone a riprendersi dall'abuso di sostanze e dalla dipendenza, a costruire e sostenere vite positive e appaganti. In questo modo, porterà a una riduzione della criminalità e dei comportamenti distruttivi e sosterà famiglie e comunità più sane.
Convinzioni fondamentali: RAPt crede che chiunque abbia bisogno di aiuto dovrebbe e può essere aiutato, che sia un consumatore cronico di droghe o alcol; abbia commesso un crimine; sia in prigione o sia tornato a comportamenti distruttivi o che crei dipendenza dopo un precedente intervento.